# 番茄肉醬
番茄肉醬（義大利語：ragù alla bolognese），或音譯為博洛尼亚肉醬，是發源於義大利波隆那，以肉為主原料，並搭配芳香食材（芹菜、洋蔥和胡蘿蔔）製作的醬，通常還會加入番茄，搭配義式麵食一起食用。為義大利語肉醬的意思。

## 義式蕃茄肉醬
1982年Accademia Italiana della Cucina（義大利料理學院）的波隆那代表所發行的食譜記載，材料局限使用牛肉、義式培根（pancetta）、洋蔥、胡蘿蔔、芹菜、蕃茄糊、肉燉清湯、紅酒、些許牛奶或鮮奶油。
另一種作法是，使用牛肉或小牛肉之外，和入絞碎豬肉或豬肉香腸、雞肉或鵝肉的肝臟，現今常另外加入黃油和橄欖油。

## 搭配麵食
傳統上因為肉醬比較重，主要搭配寬麵、管麵、蝴蝶麵或貝殼麵，比較容易附著，但在義大利以外的地區通常是搭配義大利直麵。